# La Chaudière
Pour les articles homonymes, voir Chaudière (homonymie).
La Chaudière est une commune française située dans le département de la Drôme, en région Auvergne-Rhône-Alpes.

## Géographie

### Localisation
La Chaudière est située à 27 km au sud-est de Crest, à 32 km au sud-ouest de Die, à 30 km au nord-est de Dieulefit et à 11 km au sud de Saillans.

### Relief et géologie
Sites particuliers :

Site Géoportail (carte IGN) :
- Col de Bauras
- Col de Faraud
- Col de la Baume
- Col de la Chaudière
- Col Lacroix
- Combe de la Sausse
- Côte Chaude
- les Trois Becs
- le Signal (1559 m)
- le Veyou (1589 m)
- Montagne de Couspeau
- Rochers du Duc
- Serre de Monfort
- Serre des Croix
- Serre des Trois Bornes
- Serre Musat

### Hydrographie
La commune est arrosée par :
- la Coulance, affluent de la Roanne (commune de Pradelle) ;
- les Ruisseau de Roche Bonne et Ruisseau de Champ Roussin confluent pour donner le Contècle sur la commune voisine de Chastel-Arnaud ;
- le ruisseau de Courence, affluent de la Coulance ;
- le ravin de Marais, affluent du ruisseau de Courence ;
- le ravin de Souilla, affluent du ruisseau de Courence.

### Climat
Pour des articles plus généraux, voir Climat d'Auvergne-Rhône-Alpes et Climat de la Drôme.
En 2010, le climat de la commune est de type climat des marges montargnardes, selon une étude du CNRS s'appuyant sur une série de données couvrant la période 1971-2000. En 2020, Météo-France publie une typologie des climats de la France métropolitaine dans laquelle la commune est exposée à un climat de montagne ou de marges de montagne et est dans la région climatique  Alpes du sud, caractérisée par une pluviométrie annuelle de 850 à 1 000 mm, minimale en été. 
Pour la période 1971-2000, la température annuelle moyenne est de 10,7 °C, avec une amplitude thermique annuelle de 17,2 °C. Le cumul annuel moyen de précipitations est de 1 156 mm, avec 9,4 jours de précipitations en janvier et 5,6 jours en juillet. Pour la période 1991-2020, la température moyenne annuelle observée sur la station météorologique de Météo-France la plus proche, sur la commune de Bourdeaux à 8 km à vol d'oiseau, est de 11,9 °C et le cumul annuel moyen de précipitations est de 953,4 mm,. Pour l'avenir, les paramètres climatiques de la commune estimés pour 2050 selon différents scénarios d'émission de gaz à effet de serre sont consultables sur un site dédié publié par Météo-France en novembre 2022.

### Voies de communication et transports
Le territoire communal est traversé par la route départementale 156 (RD156).

## Urbanisme

### Typologie
Au 1er janvier 2024, La Chaudière est catégorisée commune rurale à habitat très dispersé, selon la nouvelle grille communale de densité à 7 niveaux définie par l'Insee en 2022.
Elle est située hors unité urbaine et hors attraction des villes,.

### Occupation des sols
L'occupation des sols de la commune, telle qu'elle ressort de la base de données européenne d’occupation biophysique des sols Corine Land Cover (CLC), est marquée par l'importance des forêts et milieux semi-naturels (100 % en 2018), une proportion identique à celle de 1990 (100 %). La répartition détaillée en 2018 est la suivante : 
forêts (84,1 %), milieux à végétation arbustive et/ou herbacée (15,9 %). L'évolution de l’occupation des sols de la commune et de ses infrastructures peut être observée sur les différentes représentations cartographiques du territoire : la carte de Cassini (XVIIIe siècle), la carte d'état-major (1820-1866) et les cartes ou photos aériennes de l'IGN pour la période actuelle (1950 à aujourd'hui).

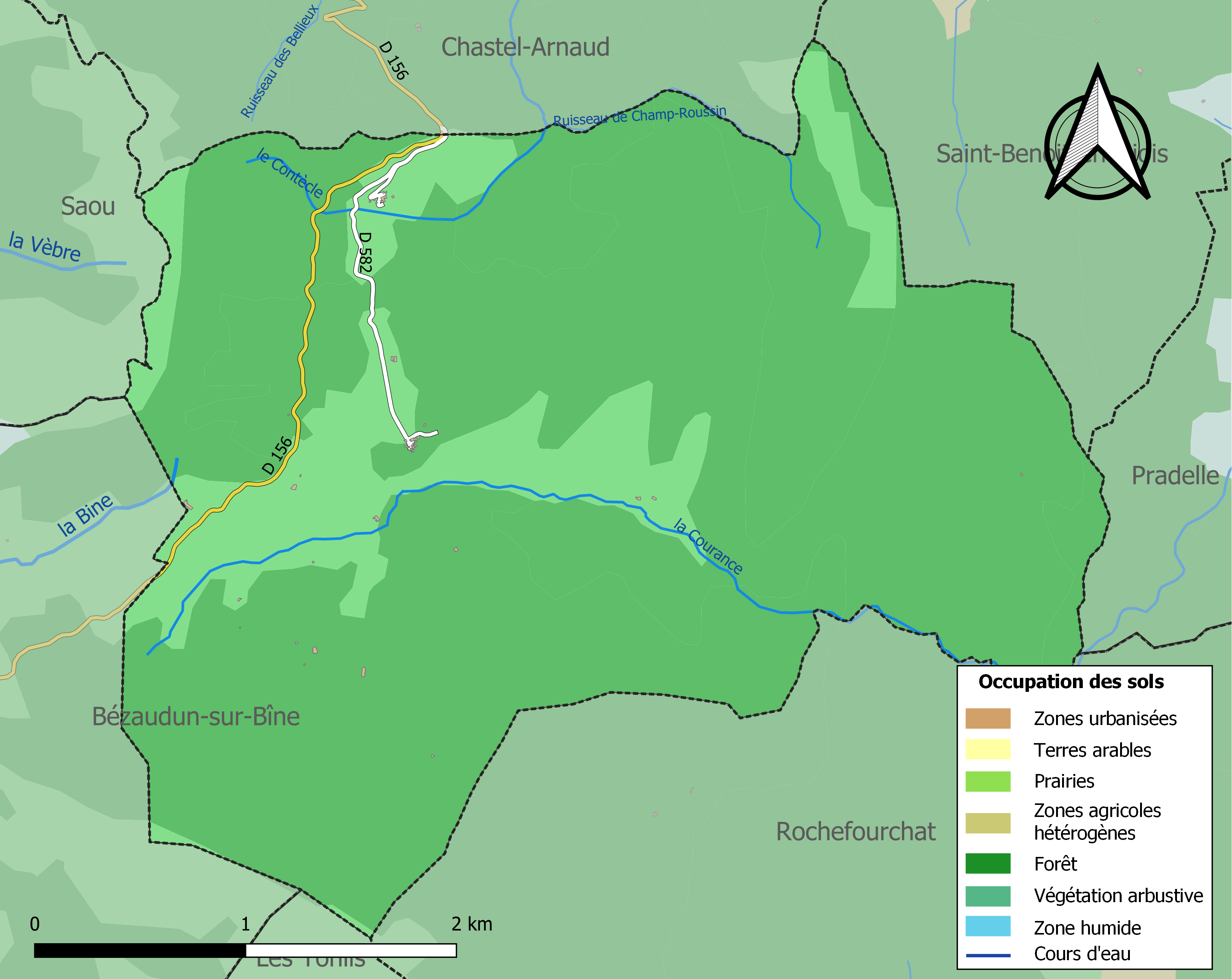
Carte des infrastructures et de l'occupation des sols de la commune en 2018 (CLC).

### Morphologie urbaine

#### Quartiers, hameaux et lieux-dits
Site Géoportail (carte IGN) :
- Barral
- Boudrat
- Bougeon
- Couteau
- Fontaine du Corps
- la Carre
- la Roche
- les Ailliers
- les Bachasses
- les Clalandous
- les Girardes
- les Drayes
- les Hoirs
- le Siara
- les Moines
- les Rioux
- les Sadous
- Mouton
- Pré Derbout
- Valcourte

## Toponymie

### Attestations
Dictionnaire topographique du département de la Drôme :
- 1005 : mention de la paroisse : ecclesia de Calcium in Diensi (Urbanus II : Epist. II, 412).
- 1308 : Chauderia (archives de la Drôme, E 1328).
- XIVe siècle : mention de la paroisse : capella de Chalderia (pouillé de Die).
- 1401 : Calderia (archives de la Drôme, E 772).
- 1509 : mention de la paroisse Sainte-Catherine : ecclesia Sancte Catherine de Chalderia (visites épiscopales).
- 1565 : Choudière (archives de la Drôme, E 4114).
- 1639 : La Chodière (reg. de la paroisse de Saou).
- 1891 : La Chaudière, commune du canton de Saillans.

## Histoire

### Du Moyen Âge à la Révolution
La seigneurie :
- Fief des comtes puis des évêques de Die[14].
- Seconde moitié du XVe siècle : la terre est vraisemblablement démembrée de celle de Saint-Benoît[13].
- 1500 : elle appartient aux Poisieu[13].
- Vers 1540 : passe aux Grammont-Vachères, derniers seigneurs[13].

Avant 1790, la Chaudière, était une communauté de l'élection de Montélimar, subdélégation et sénéchaussée de Crest.

Elle formait une paroisse du diocèse de Die. Son église était dédiée à sainte Catherine. Les dîmes appartenaient à l'abbé de Valcroissant qui présentait à la cure.

### De la Révolution à nos jours
En 1790, la commune fait partie du canton de Saillans.
En 2015, à la suite du redécoupage des cantons du département de 2014, la commune est rattachée au canton du Diois.

## Politique et administration

### Liste des maires
| Période                                                                      | Période                    | Identité                                  | Étiquette      | Qualité  |
| ---------------------------------------------------------------------------- | -------------------------- | ----------------------------------------- | -------------- | -------- |
| Les données manquantes sont à compléter. : de la Révolution au Second Empire |                            |                                           |                |          |
| 1790                                                                         | 1871                       | ?                                         |                |          |
| Les données manquantes sont à compléter. : depuis la fin du Second Empire    |                            |                                           |                |          |
| 1871                                                                         | 1874                       | ?                                         |                |          |
| 1874                                                                         | 1878                       | ?                                         |                |          |
| 1878                                                                         | 1884                       | ?                                         |                |          |
| 1884                                                                         | 1888                       | ?                                         |                |          |
| 1888                                                                         | 1892                       | ?                                         |                |          |
| 1892                                                                         | 1896                       | ?                                         |                |          |
| 1896                                                                         | 1900                       | ?                                         |                |          |
| 1900                                                                         | 1904                       | ?                                         |                |          |
| 1904                                                                         | 1908                       | ?                                         |                |          |
| 1908                                                                         | 1912                       | ?                                         |                |          |
| 1912                                                                         | 1919                       | ?                                         |                |          |
| 1919                                                                         | 1925                       | ?                                         |                |          |
| 1925                                                                         | 1929                       | ?                                         |                |          |
| 1929                                                                         | 1935                       | ?                                         |                |          |
| 1935                                                                         | 1945                       | ?                                         |                |          |
| 1945                                                                         | 1947                       | ?                                         |                |          |
| 1947                                                                         | 1953                       | ?                                         |                |          |
| 1953                                                                         | 1959                       | ?                                         |                |          |
| 1959                                                                         | 1965                       | ?                                         |                |          |
| 1965                                                                         | 1971                       | ?                                         |                |          |
| 1971                                                                         | 1977                       | ?                                         |                |          |
| 1977                                                                         | 1983                       | ?                                         |                |          |
| 1983                                                                         | 1989                       | ?                                         |                |          |
| 1989                                                                         | 1995                       | ?                                         |                |          |
| 1995                                                                         | 2001                       | ?                                         |                |          |
| 2001                                                                         | 2008                       | André Martin                              |                |          |
| 2008                                                                         | 2014                       | Claude-Pierre Marchand                    |                |          |
| 2014                                                                         | En cours (au 20 mars 2021) | Jean François Lémery[source insuffisante] | sans étiquette | retraité |

## Population et société

### Démographie
L'évolution du nombre d'habitants est connue à travers les recensements de la population effectués dans la commune depuis 1793. Pour les communes de moins de 10 000 habitants, une enquête de recensement portant sur toute la population est réalisée tous les cinq ans, les populations de référence des années intermédiaires étant quant à elles estimées par interpolation ou extrapolation. Pour la commune, le premier recensement exhaustif entrant dans le cadre du nouveau dispositif a été réalisé en 2008.

En 2022, la commune comptait 31 habitants, en évolution de +29,17 % par rapport à 2016 (Drôme : +2,64 %, France hors Mayotte : +2,11 %).
| 1793 | 1800 | 1806 | 1821 | 1831 | 1836 | 1841 | 1846 | 1851 |
| ---- | ---- | ---- | ---- | ---- | ---- | ---- | ---- | ---- |
| 156  | 104  | 146  | 136  | 143  | 148  | 158  | 150  | 163  |

| 1856 | 1861 | 1866 | 1872 | 1876 | 1881 | 1886 | 1891 | 1896 |
| ---- | ---- | ---- | ---- | ---- | ---- | ---- | ---- | ---- |
| 149  | 155  | 124  | 137  | 118  | 119  | 111  | 105  | 100  |

| 1901 | 1906 | 1911 | 1921 | 1926 | 1931 | 1936 | 1946 | 1954 |
| ---- | ---- | ---- | ---- | ---- | ---- | ---- | ---- | ---- |
| 84   | 78   | 70   | 59   | 52   | 38   | 43   | 35   | 31   |

| 1962 | 1968 | 1975 | 1982 | 1990 | 1999 | 2006 | 2008 | 2013 |
| ---- | ---- | ---- | ---- | ---- | ---- | ---- | ---- | ---- |
| 31   | 17   | 10   | 9    | 13   | 17   | 21   | 22   | 19   |

| 2018 | 2022 | - | - | - | - | - | - | - |
| ---- | ---- | - | - | - | - | - | - | - |
| 31   | 31   | - | - | - | - | - | - | - |

Un article du journal local Le Crestois, publié le 19 mars 2021, nous apprend que la population est alors de 28 habitants, au détour d'une citation du maire.

### Enseignement
La commune relève de l'académie de Grenoble.

### Manifestations culturelles et festivités
- Fête : le 15 août[14].

### Loisirs
- Randonnées[14].

### Médias
Le territoire de la commune se situe dans l'aire de diffusion de plusieurs médias :
- Presse écrite
  - Le Crestois, hebdomadaire de la vallée de la Drôme.
  - Le Dauphiné libéré, quotidien régional qui consacre, chaque jour, y compris le dimanche, dans son édition de « Valence-Drôme » un ou plusieurs articles à l'actualité du canton et de la commune, ainsi que des informations sur les éventuelles manifestations locales, les travaux routiers, et autres événements divers à caractère local.
  - L'Agriculture Drômoise, journal d'informations agricoles et rurales, couvre l'ensemble du département de la Drôme.
  - Drôme Hebdo (ancien Peuple Libre), hebdomadaire chrétien d'informations.
- Presse audio-visuelle
  - Radio Saint Ferréol est une radio locale émise depuis Crest.
  - Ici Drôme Ardèche est une radio publique diffusée sur son territoire.

### Cultes
L'église paroissiale et la communauté catholique de la commune relèvent de la Paroisse Sainte Famille du Crestois dont la maison paroissiale est située à Crest. Cette paroisse est rattachée au diocèse de Valence.

## Économie

### Agriculture
En 1992 : lavande, ovins, caprins.
- Produits locaux : fromage Picodon)[14].

## Culture locale et patrimoine

### Lieux et monuments
- Petit village : unité d'architecture[14].
- Ancienne église rurale Sainte-Catherine[14].

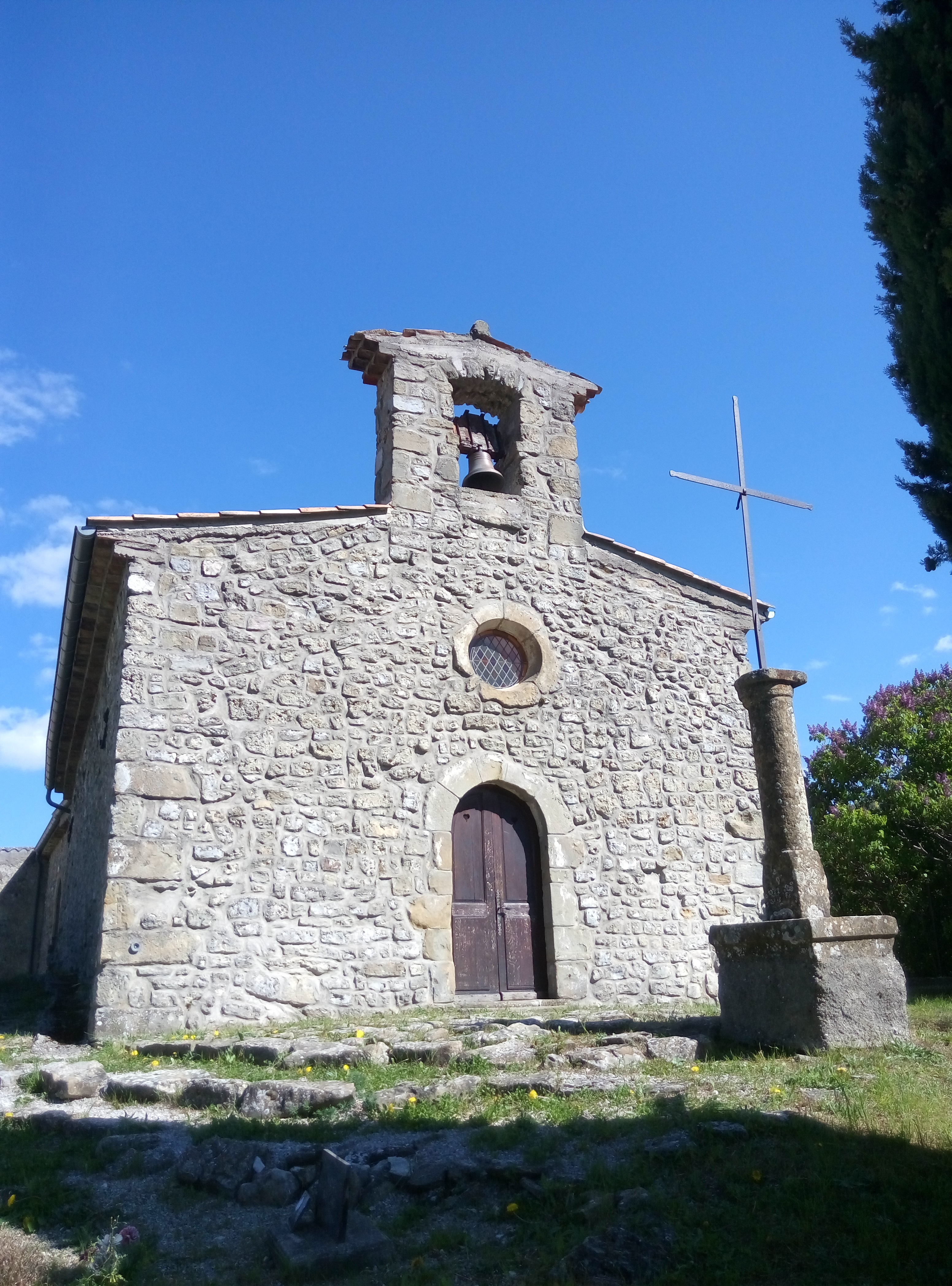
L'église.
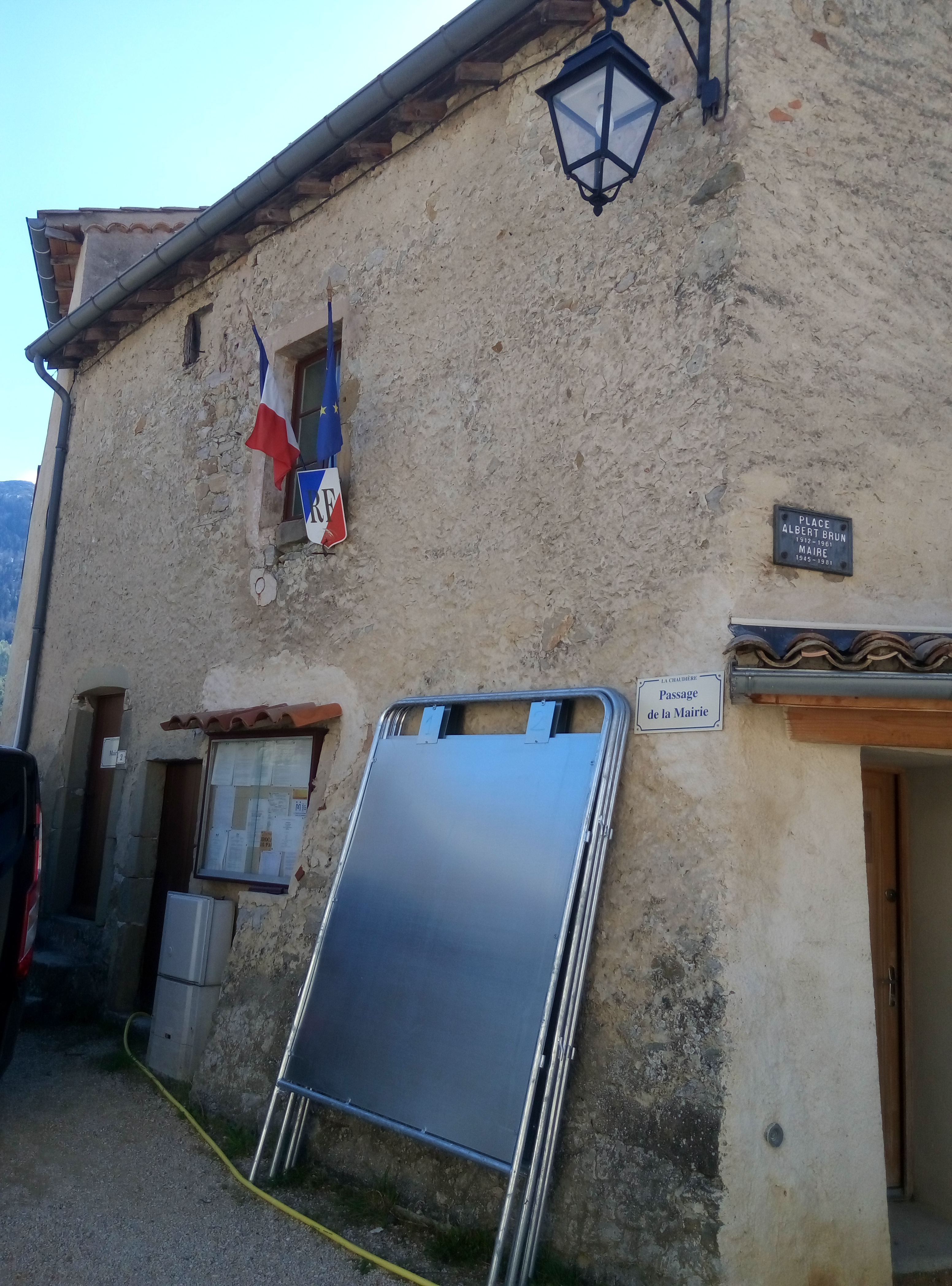
La mairie.
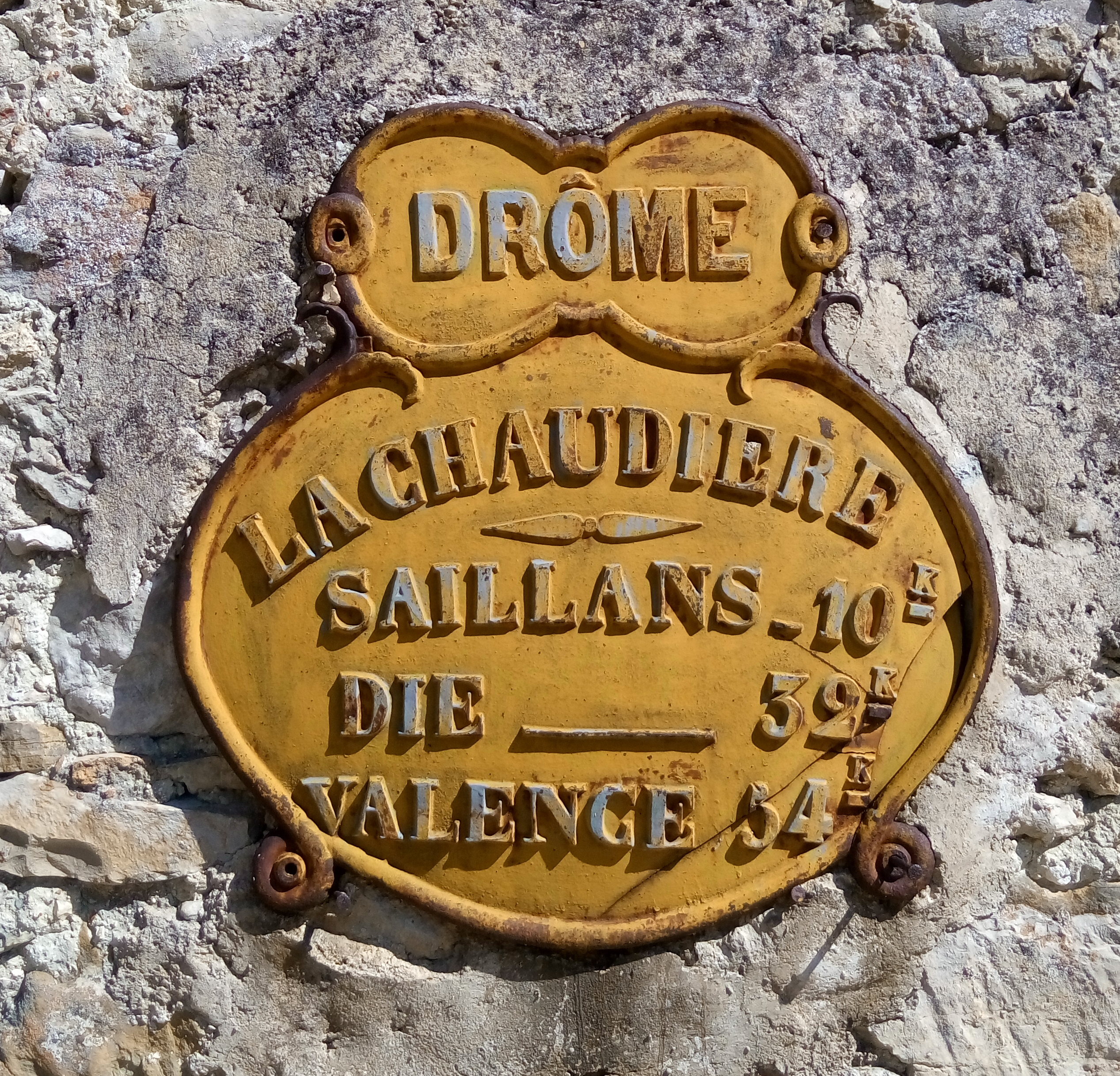
Une ancienne plaque de cocher.
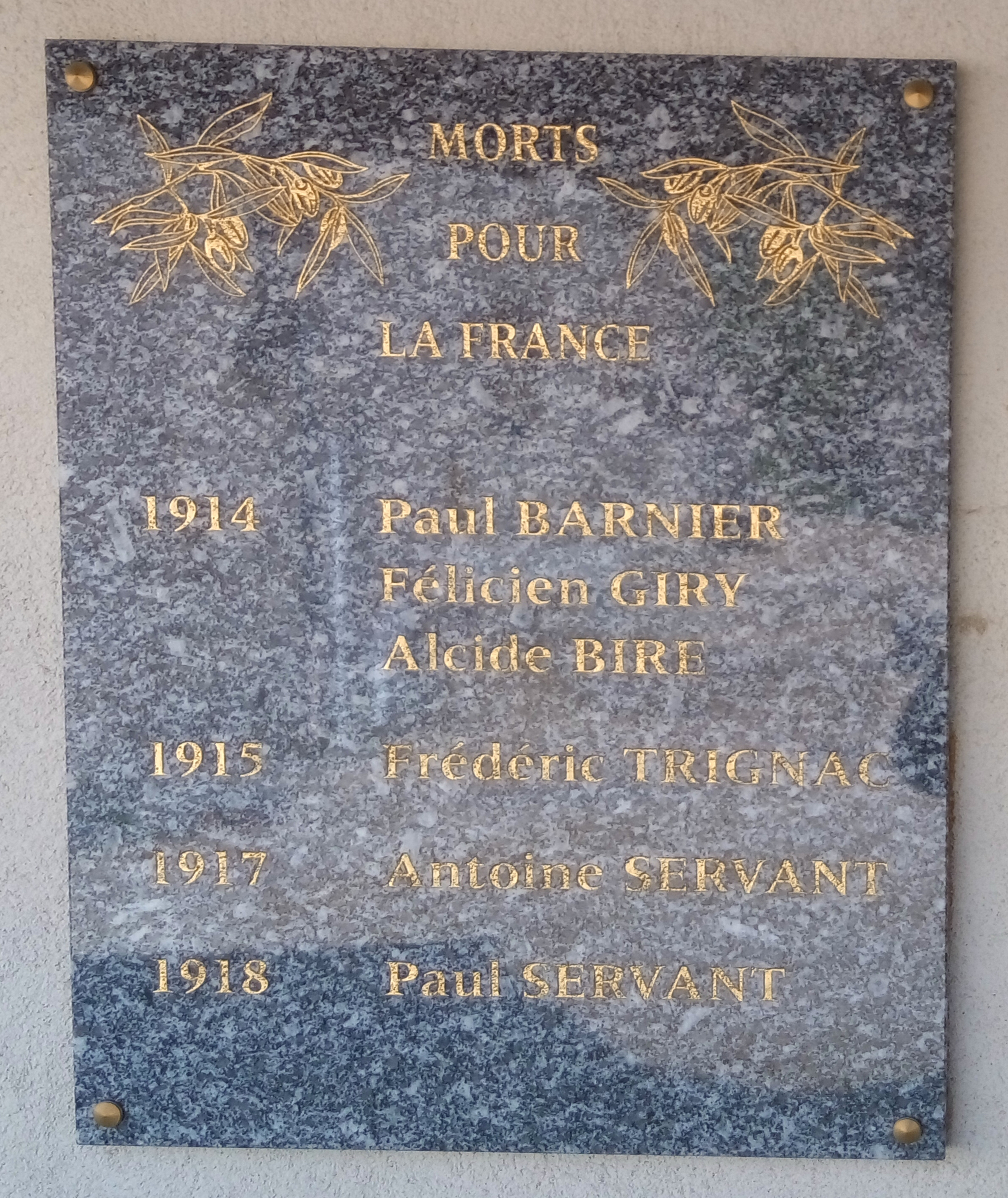
Le monument aux morts.

### Patrimoine naturel
- Falaise des Trois becs soutenant le massif de la forêt de Saou.
- Panorama du Col de la Chaudière (entre Roche-Courbe et le Roc Couspeau)[14].
- Escarpements rocheux[14].
- Maquis[14].

### Héraldique, logotype et devise
|  | La Chaudière possède des armoiries dont l'origine et le blasonnement exact ne sont pas disponibles. |